# Son contento
Pour plus de détails, voir Fiche technique et Distribution.
Son contento (traduction littérale en français :« Je suis heureux ») est un film italien réalisé par Maurizio Ponzi, sorti en 1983.

## Fiche technique
- Titre : Son contento
- Réalisation : Maurizio Ponzi
- Scénario : Maurizio Ponzi, Franco Ferrini, Francesco Nuti et Enrico Oldoini
- Montage : Sergio Montanari
- Pays d'origine : Italie
- Date de sortie : 1983

## Distribution
- Francesco Nuti : Francesco Giglio
- Barbara De Rossi : Paola
- Carlo Giuffré : Falcone
- Ferzan Özpetek : Madonnaro
- Ricky Tognazzi : le facteur